# رشد نمایی

این نمودار نشان می‌دهد که چگونه رشد نمایی (خط سبزرنگ) از رشد خطی یا مکعبی پیشی می‌گیرد.

رشد نمایی یا رشد تصاعدی یک کمیت (یا تابع ریاضی) وقتی رخ می‌دهد که آهنگ رشد آن متناسب باشد با مقدار تابع در هر لحظه. تابعی که رشد نمایی دارد، با آهنگی که پیوسته رو به افزایش است، افزایش می‌یابد. اگر دامنهٔ تابع از نقاط گسسته با فاصله‌های برابر ساخته شده باشد، گاهی به آن رشد هندسی هم می‌گویند (زیرا مقدارهای تابع با هم یک تصاعد هندسی می‌سازند).
در حسابان ثابت می‌شود که رشد نمایی با یک تابع نمایی ساخته می‌شود. به همین دلیل است که به آن رشد نمایی می‌گویند.

## مثال‌ها
- زیست‌شناسی
  - تعداد میکروارگانیسم‌های یک ظرف آزمایشگاهی به طور نمایی افزایش می‌یابد، تا وقتی که مادهٔ غذایی برای رشد آن‌ها تمام شود. معمولاً نخستین سلول به دو سلول تقسیم می‌شود، سپس با تقسیم آن‌ها چهار سلول پدید می‌آید، سپس ۱۶ سلول و همین طور تا آخر.
  - ویروس‌ها (مانند ویروس آبله) در آغاز گسترش خود به طور نمایی پخش می‌شوند. هر انسان ناقل ویروس می‌تواند چندین انسان دیگر را آلوده کند.
- فیزیک
  - واکنش زنجیره‌ای هسته‌ای (سازوکار سلاح هسته‌ای). هر هسته اورانیوم که دچار شکافت هسته‌ای می‌شود، چندین نوترون می‌سازند. این نوترون‌ها می‌توانند جذب اورانیوم‌های همسایه شوند تا آن‌ها را هم بشکافند. اگر احتمال جذب نوترون بیش از احتمال فرارش باشد، رشد تعداد نوترون‌ها و شکافت هسته‌های اورانیوم نمایی شود و در نتیجه واکنش هسته‌ای مهارناپذیر خواهد شد.
  - روند کاهش ذرات (یا اتم‌های مادر) و رشد ذرات (یا اتم‌های دختر) در واپاشی‌ها نمایی است.
- صنعت رایانه
  - قدرت محاسباتی رایانه‌ها طبق قانون مور افزایش می‌یابد که یک قانون رشد نمایی است.

## رابطهٔ ریاضی
اگر متغیر {\displaystyle x} به طور نمایی به متغیر {\displaystyle t} وابسته باشد، آنگاه
{\displaystyle x(t)=a\times b^{t/\tau }}
که در آن {\displaystyle a} مقدار {\displaystyle x} در لحظهٔ آغاز است
{\displaystyle x(0)=a\,}
و ثابت {\displaystyle b} ضریب افزایش است، و {\displaystyle \tau } زمان لازم برای این است که {\displaystyle x} با ضریب {\displaystyle b} افزایش یابد:
{\displaystyle x(t+\tau )=x(t)\times b}

## معادله دیفرانسیل
تابع {\displaystyle x(t)=x_{0}e^{kt}} مقدار اولیه‌ای برابر {\displaystyle x_{0}} دارد و در معادله دیفرانسیل زیر صدق می‌کند:
{\displaystyle {\frac {dx}{dt}}=kx}